# Roberto Tartaglia
Roberto Tartaglia (Napoli, 5 aprile 1982) è un magistrato italiano.

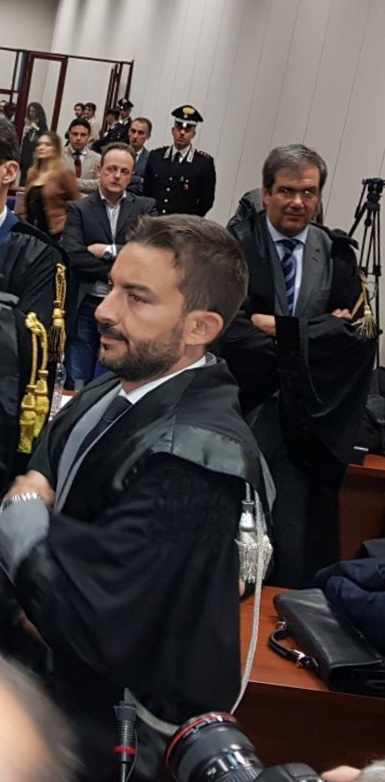
Il dott. Tartaglia durante un'udienza all'aula bunker di Palermo

Prima avvocato, poi magistrato dal 2009, ha svolto le funzioni di sostituto procuratore presso la Procura della Repubblica di Palermo, dove è stato titolare di molti rilevanti processi di criminalità organizzata. Nel maggio 2019 è nominato consulente della Commissione parlamentare antimafia. Il 30 aprile 2020, nel pieno della emergenza carceraria, viene chiamato a ricoprire il ruolo di Vice Capo del Dipartimento dell'amministrazione penitenziaria (Dap). Il 10 giugno 2022 è stato nominato dal Presidente del Consiglio Mario Draghi Vice Capo del Dipartimento per gli affari giuridici e legislativi della Presidenza del Consiglio dei ministri; è stato confermato nello stesso incarico dal Presidente del Consiglio Giorgia Meloni.

## Biografia
Prima avvocato, poi magistrato dal 2009, è stato sostituto procuratore alla Procura della Repubblica di Palermo fino al 2019. Fin da subito è assegnato al pool che indaga sui reati contro la pubblica amministrazione.
Quindi segue importanti processi di criminalità organizzata: tra i primi, il processo sulla trattativa Stato-mafia, nel quale Tartaglia è pubblico ministero insieme ai colleghi Antonino di Matteo e Francesco Del Bene, con il coordinamento del Procuratore Aggiunto Vittorio Teresi.

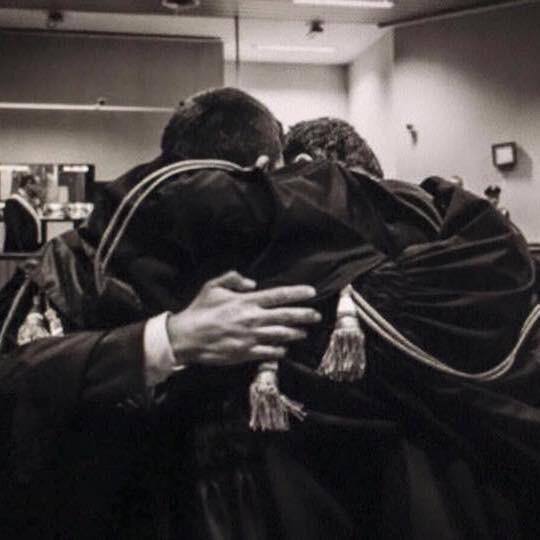
L'abbraccio dei Pubblici Ministeri del processo sulla Trattativa dopo la lettura del dispositivo di sentenza

Tartaglia si è anche occupato delle indagini e dei processi sulla mafia militare della città di Palermo, con riferimento ai mandamenti mafiosi di Resuttana, San Lorenzo, Brancaccio, Corleone, Noce-Cruillas, San Giuseppe Jato, Uditore-Passo di Rigano. I processi che hanno riguardato questi mandamenti mafiosi (l'associazione mafiosa, le estorsioni, il traffico di stupefacenti, il riciclaggio di denaro e beni) hanno visto alla sbarra centinaia di imputati e si sono conclusi con molte sentenze di condanna. In alcune di queste indagini è stata particolarmente utilizzata (ed è risultata proficua) la collaborazione con l'FBI di New York e di Miami, al fine di approfondire i rapporti tra Cosa Nostra siciliana e la mafia americana, nonché al fine di arrestare pericolosi latitanti fuggiti negli Stati Uniti con falsi documenti.
Oltre ai processi sulla Trattativa e sulla mafia militare, Tartaglia è stato titolare di altre importanti e note indagini; ad esempio, quelle riguardanti l'omicidio del Presidente della Regione Piersanti Mattarella, fratello del Presidente della Repubblica, l'omicidio dell'agente di Polizia Antonino Agostino, le attività e il coinvolgimento nelle stragi della misteriosa figura di “faccia da mostro” (indicato da alcuni collaboratori come esponente dei servizi segreti deviati implicato in gravissime attività di Cosa Nostra), il furto da parte di Cosa Nostra del quadro della Natività di Caravaggio, il depistaggio sull'omicidio dell'attivista Peppino Impastato (protagonista del film “I cento passi”), il viaggio in Libano di Marcello Dell'Utri mentre era diventata definitiva nei suoi confronti la condanna (quindi rendendolo latitante) per concorso esterno in associazione mafiosa, la ricerca (culminata in un recente provvedimento di sequestro eseguito in Thailandia in cooperazione giudiziaria internazionale) del patrimonio occulto riconducibile a Vito Roberto Palazzolo, tesoriere di Salvatore Riina e Bernardo Provenzano, il cui patrimonio era già stato oggetto di indagini mirate è molto articolate svolte, a livello internazionale, da Giovanni Falcone prima dell'attentato all'Addaura.
Nel mese di marzo del 2019 è stato nominato consulente della Commissione parlamentare antimafia, presso il Parlamento italiano. Fin dal suo insediamento, con alcune interviste rese a quotidiani nazionali, ha sottolineato l'esigenza che la Commissione antimafia si occupi della stagione delle stragi del 1992/1993, dei rapporti tra mafia e politica, della latitanza di Matteo Messina Denaro. Si occupa di varie attività di inchiesta della Commissione e della declassificazione degli atti segreti dell'archivio storico della Commissione; in occasione del quarantesimo anniversario dell'omicidio di Piersanti Mattarella, rivolge un invito all'ex Nar Giusva Fioravanti, che risponde all'invito.
Viene invitato, nella qualità di relatore, a molteplici cicli di incontri internazionali finalizzati a illustrare all'estero la disciplina italiana in materia di criminalità organizzata, reati contro la pubblica amministrazione e contrasto patrimoniale ai fenomeni illeciti; ad esempio: negli Stati Uniti d'America, nell'ambito di un'iniziativa organizzata a New York dal "John Jay College of Criminal Justice"; in Montenegro, nell'ambito di un'iniziativa organizzata dalla ONG impegnata nel contrasto alla corruzione nazionale e internazionale "Transparency International"; in Brasile, ove ha tenuto la relazione di apertura del Congresso Nazionale dei Pubblici Ministeri nella città di Curitiba e, successivamente, una lezione organizzata dalla Scuola della magistratura brasiliana nella città di San Paolo; in Thailandia, nell'ambito di un'iniziativa organizzata dalla Procura Generale di Bangkok e dal gruppo speciale che si occupa di contrasto al riciclaggio e alla corruzione. Numerose altre missioni sono state svolte nell'America Latina, dopo che, a partire dal 2021, è stato nominato componente della task force di sostegno ai sistemi penali e penitenziari di alcuni Stati del Sud America nell'ambito del Programma dell'Unione europea di assistenza tecnica contro il crimine organizzato transnazionale (“El PAcCTO - Programa de Asistencia contra el Crimen Transnacional Organizado”).

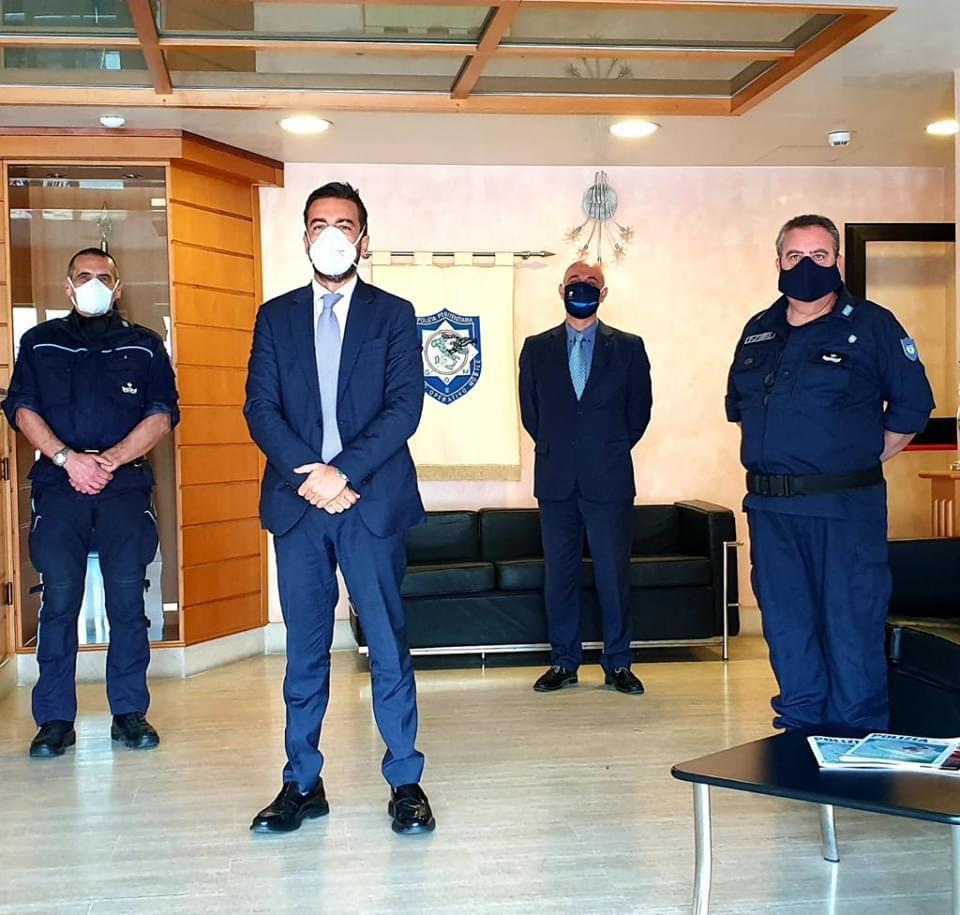
Roberto Tartaglia al Dap

Il 30 aprile 2020, nel pieno dell'emergenza COVID-19d che ha prodotto conseguenze anche sul sistema penitenziario provocando alcune scarcerazioni di detenuti mafiosi molto clamorose, viene nominato dal ministro della Giustizia Bonafede, Vice Capo del Dipartimento dell'amministrazione penitenziaria (Dap), con la delega (tra le varie) proprio alla gestione dei detenuti più pericolosi (41-bis e alta sicurezza); avvia subito un piano di rientro in carcere dei detenuti mafiosi usando le nuove norme introdotte dal Governo con decreto-legge.
Confermato per due volte al Dap dal nuovo Ministro della Giustizia, Professoressa Marta Cartabia, il 10 giugno 2022 viene nominato dal Presidente del Consiglio Prof. Mario Draghi Vice Capo del Dipartimento per gli affari giuridici e legislativi della Presidenza del Consiglio dei ministri; è stato confermato nello stesso incarico dal Presidente del Consiglio Giorgia Meloni.
Dal 2021 è componente della task force di sostegno ai sistemi penali e penitenziari di alcuni Stati del Sud America nell'ambito del Programma dell'Unione europea di assistenza tecnica contro il crimine organizzato transnazionale (“El PAcCTO - Programa de Asistencia contra el Crimen Transnacional Organizado”).

## Minacce ricevute
Nel giugno 2013, mentre era in corso una delicata udienza del processo sulla trattativa Stato-mafia, soggetti ignoti hanno fatto ingresso nell'abitazione del magistrato, rovistando tra gli oggetti personali, prelevando una pen-drive contenente materiale riservato e lasciando segni evidenti della propria presenza.
Nel 2014 Salvatore Riina, storico capo della Commissione di Cosa Nostra (la cosiddetta “cupola”), viene intercettato in carcere mentre cerca di mandare messaggi di morte all'esterno contro i pubblici ministeri del processo sulla Trattativa (usando il suo compagno di detenzione, che avrebbe dovuto essere scarcerato di lì a poco): nel riferirsi a Nino Di Matteo e agli altri magistrati del processo Trattativa, ha affermato “Di Matteo deve morire. E con lui tutti i pm della trattativa, mi stanno facendo impazzire... Quelli lì devono morire, fosse l'ultima cosa che faccio”.
Anche per queste ragioni, Tartaglia è sottoposto a scorta dal 2012.

## Attività scientifica e pubblicazioni
Prima di diventare magistrato, Tartaglia ha collaborato con il mondo accademico. Cultore della materia “diritto penale” e dottore di ricerca in “Internazionalizzazione delle politiche criminali e sistema penale”, ha a lungo collaborato con alcune cattedre di università napoletane di diritto penale, svolgendo anche attività di ricerca e curando numerosi libri e pubblicazioni.
Monografie:
- Vessatorietà e trasparenza nei contratti del consumatore. Condizioni generali di contratto e clausole vessatorie tra novità normative e prassi applicativa, Milano, 2008 (2ª edizione)
- La Convenzione di Palermo: il futuro della lotta alla criminalità organizzata transnazionale, Torino, 2020 (insieme ad Antonio Balsamo e Andrea Mattarella)

Opere di cui è stato curatore: 
- AA. VV., Codice commentato delle confische e dei sequestri. Illeciti penali e misure di prevenzione, a cura di R. Tartaglia, Bari, 2012, pp. 1596.
- I nuovi Codici diretti da R.Tartaglia, 3 vol. (Diritto civile, Diritto penale, Diritto amministrativo), Bari, 2021.

Altre opere pubblicate:
- Commento agli articoli 364, 365, 366, 367, 368, 369, 369-bis, 370 c.p.p. («Attività del pubblico ministero»), in «Codice di procedura penale», a cura di G. Canzio e G. Tranchina, Giuffrè, Milano, 2012, pag. 3283 – 3360;
- Sub art. 236 c.p., in Codice commentato delle confische e dei sequestri. Illeciti penali e misure di prevenzione, a cura di R. Tartaglia, Bari, 2012, pp. 3-23;
- Sub artt. 474-bis c.p. e 17 L. 23.7.2009, n. 99, in Codice commentato delle confische e dei sequestri. Illeciti penali e misure di prevenzione, cit., pp. 449-472;
- Sub artt. 11 e 12 L. 16.3.2006, n. 146, in Codice commentato delle confische e dei sequestri. Illeciti penali e misure di prevenzione, cit., pp. 517-537;
- Sub art. 600-septies c.p., in Codice commentato delle confische e dei sequestri. Illeciti penali e misure di prevenzione, cit., pp. 665-683;
- R. Cantone - R. Tartaglia, Sub art. 1, comma 143, L.24.12.2007, n. 244, in Codice commentato delle confische e dei sequestri. Illeciti penali e misure di prevenzione, cit., pp. 789-820;
- Sub artt. 28 e 85 d.P.R. 309/90, in Codice commentato delle confische e dei sequestri. Illeciti penali e misure di prevenzione, cit., pp. 987-1018;
- La retroattività della norma penale favorevole: problemi ricostruttivi e nuovi dialoghi giurisprudenziali,  in Rassegna di diritto pubblico europeo, 2009, pp. 252-340;
- La successione di norme penali nel tempo, in Riv. Neldiritto (diretta da Fiandaca, Garofoli e Scoca), 2009, 8, pp. 1184 ss.;
- La confisca degli strumenti del reato nell'art. 240 c.p., con particolare riferimento al traffico di sostanze stupefacenti, in Riv. Neldiritto (diretta da Fiandaca, Garofoli e Scoca), 2009, 10, pp. 1478 ss.;
- Il falso in bilancio tra legittimità comunitaria e retroattività della norma più favorevole, in Giurisprudenza italiana, 2007, 4, pp. 1046 ss.;
- La sentenza sul falso in bilancio: i controlimiti della Corte di Giustizia, in La giustizia penale, fasc. 3, 2006, pp. 65-96;
- La sentenza sul falso in bilancio, in «Ai confini del favor rei: il falso in bilancio davanti alle Corti costituzionale e di giustizia», Collana Amicus Curiae, Giappichelli, 2005, pp. 350-358.à e trasparenza nei contratti del consumatore. Condizioni generali di contratto e clausole vessatorie tra novità normative e prassi applicativa, Milano, 2008 (2ª edizione).

## Premi e onorificenze
Nel 2013 è stato nominato all'unanimità socio onorario dell'Associazione "Cittadini per Costituzione".
Nel 2013 ha ricevuto il premio “Il gattopardo della legalità”, conferito dal presidio Libera di Santa Margherita Belice, dedicato alla memoria di Borsellino.
Nel 2014 è stato insignito del "Premio Nazionale Paolo Borsellino”.
Nel 2017 il Consiglio comunale di Locate di Triulzi gli ha conferito la cittadinanza onoraria per la meritoria attività svolta in materia di criminalità organizzata.
Nell'ottobre 2019 è nominato membro del "Comitato dei garanti" del "Premio Nazionale Paolo Borsellino", istituito nel 1992, insieme al Procuratore Nazionale Antimafia Cafiero De Raho, al Prefetto Savina (vice-Capo della Polizia di Stato fino al 2019) e al Generale dei Carabinieri Angiolo Pellegrini.
Nel febbraio 2020, nella città di Rosarno in Calabria, riceve il Premio "Peppino Impastato-Giuseppe Valarioti".
Nel marzo 2020 il Direttivo del "Centro Studi Paolo e Rita Borsellino" lo propone all'unanimità come componente del Comitato scientifico del Centro studi.
Nel settembre 2022 gli è stato conferito il “Premio Internazionale Joe Petrosino” per le azioni di contrasto alla criminalità organizzata.